# Wasserturm Sindelfingen-Eichholz

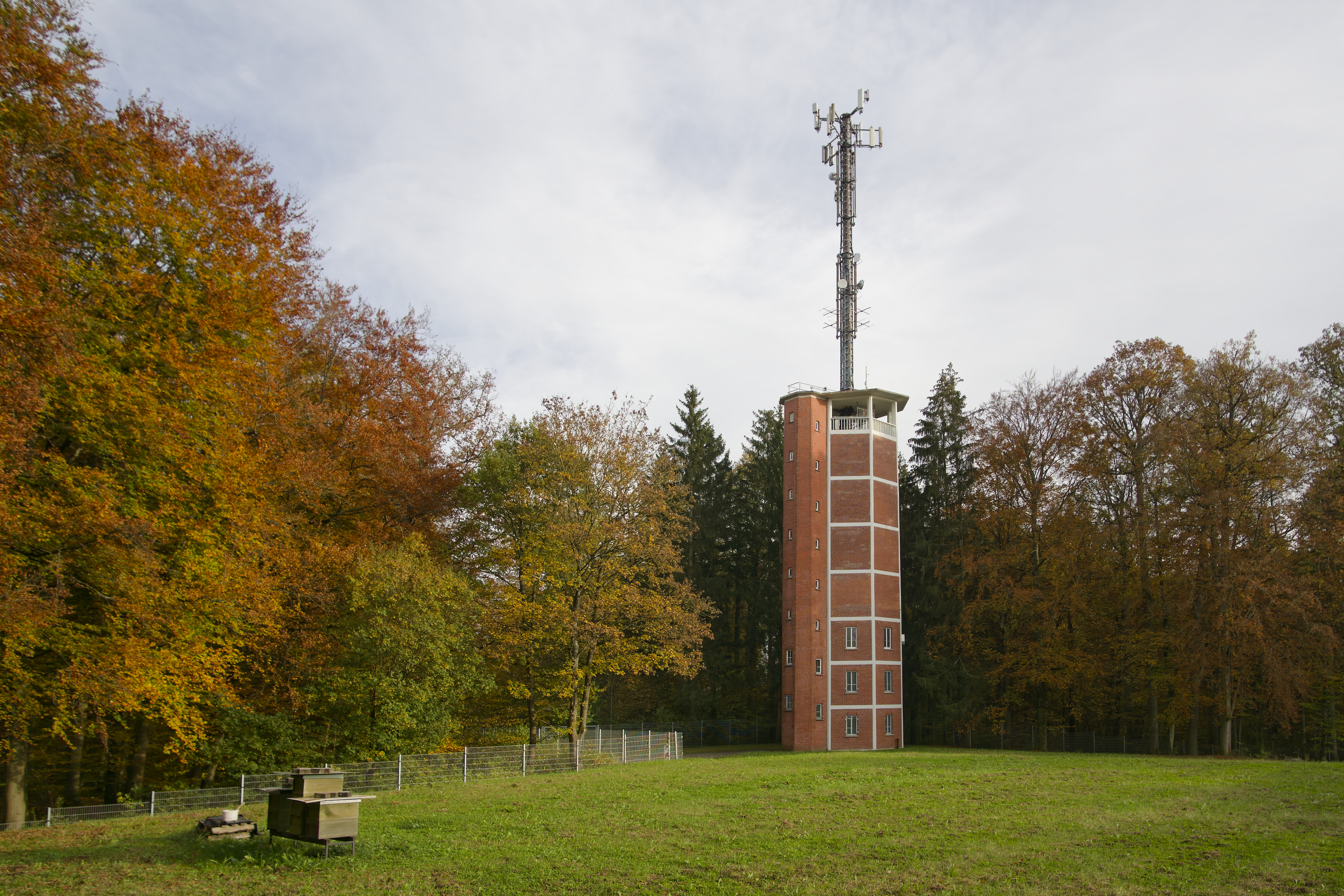
Der Wasserturm Sindelfingen-Eichholz (2024)

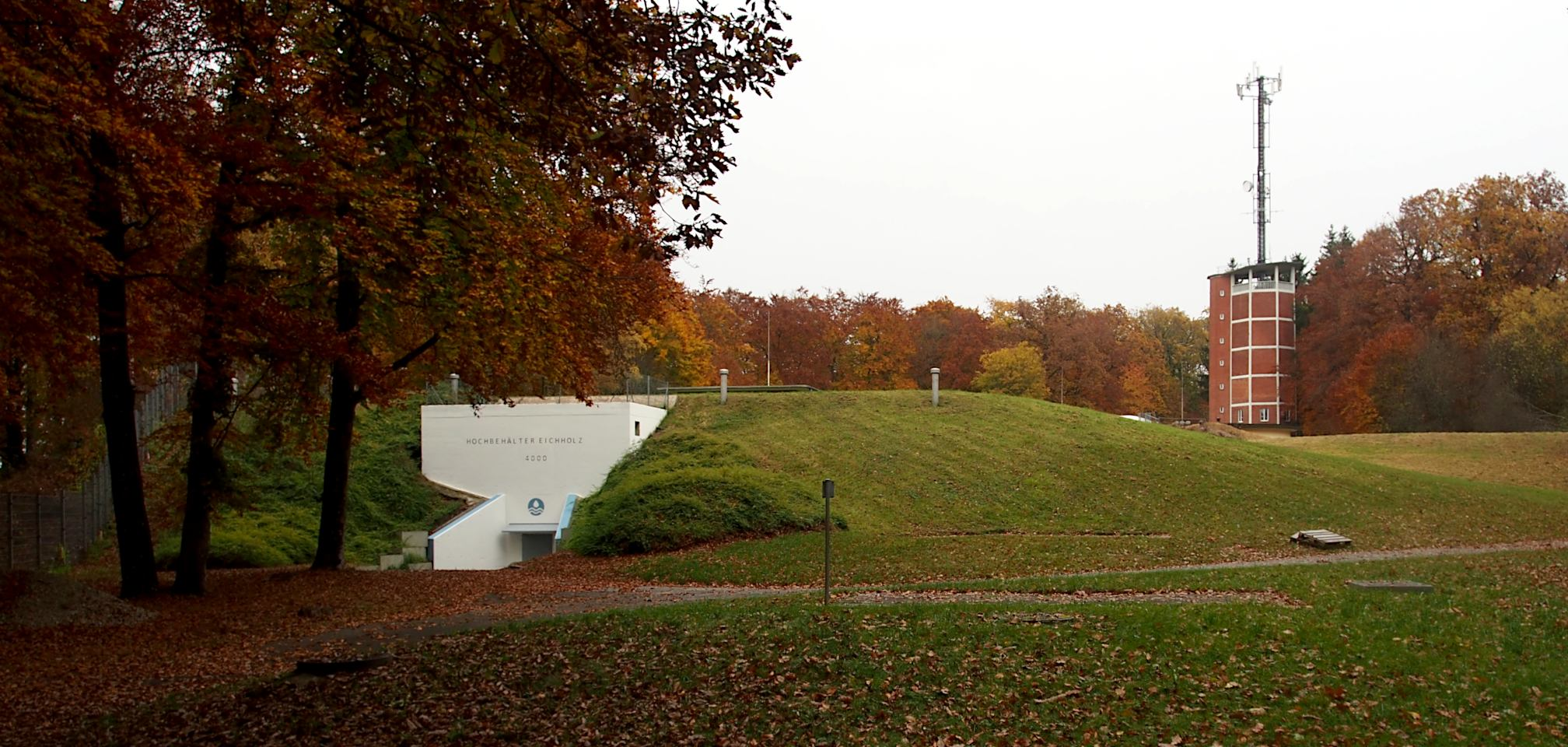
Hochbehälter und Wasserturm

Der Wasserturm Sindelfingen-Eichholz ist ein 1955/1956 erbauter Wasserturm in Sindelfingen, der als Mauerwerks-Massivbau ausgeführt wurde. Er ist heute nicht mehr in Betrieb, da der Wasserbehälter undicht ist. Der Turm erhielt 1996 einen Antennenmast mit Sendeantennen für Mobilfunkdienste aufgesetzt.
Früher war der 40 Meter hohe Wasserturm zugleich ein Aussichtsturm, allerdings ist die Aussichtsplattform seit langer Zeit für Besucher nicht mehr zugänglich.